# びービーみつばち
『びービーみつばち』は、テレビ金沢で放送されていた夕方ワイド番組である。

## 概要
- 2005年10月3日に放送開始。キャッチコピーは「ガンバる男女（ひと）の情報広場」。2006年4月3日より開始時刻を2分早めた。字幕（『NNN Newsリアルタイム』でネットするコーナーのみ）・ステレオ放送およびハイビジョン制作。
- 通常、テレビ金沢のようにローカルワイドを19:00まで放送している局などは土曜日のローカルニュースも『NNN Newsリアルタイム・サタデー』となるケースが多い。しかし、テレビ金沢の土曜日のローカルニュースは『テレビ金沢Newsリアルタイム』と独自のタイトルで放送している（ただし、- サタデーは付かない）。ニュース協力は北國新聞および読売新聞。
- また、NNN系の平成新局の中では唯一、夕方ローカルワイド番組を編成している（長崎国際テレビは『Newsリアルタイム』17時台をフルネット・鹿児島読売テレビはドラマの再放送枠）。
- 2009年7月3日をもって、本番組は終了した。7月6日から月 - 木曜日は『となりのテレ金ちゃん』、金曜日は『花のテレ金ちゃん』が放送されている。

## 放送時間
- 平日 16:52 - 19:00（JST）
  - 祝日は17:25開始の場合あり。

## 出演者

### メインキャスター
- 平体好孝
- 細木美知代

### ニュース担当
- 塚田誉
- 田中憲行ほか（塚田休暇中の際に担当）

この他、ニュース影読みでテレビ金沢のアナウンサーが男性・女性のペアで担当する。

### 天気キャスター
- 松濤まり（月 - 金）※番組内では平仮名表記（まつなみ まり）。

### コメンテーター
- 日替わりで1名出演している。

## 基本タイムテーブル
※◎印は『NNN Newsリアルタイム』のネットコーナー（リアルタイム字幕放送も実施される。）
- 16:52 - オープニング、今日の内容
- 16:55 - ニュース
- 17:07 - 曜日ごとのレギュラーコーナー
- 17:26頃 - 「リアル目線」あるいは「リアル特集」（月曜 - 木曜）「びービーシネマ」（金曜）
- 17:36頃 - リアルエンタメ◎（このコーナー前に「来まっし寄るまっし」放送の場合あり）
- 17:46頃 - お天気コーナー（時間変更あるいは放送されない場合あり）
- 17:50 - NNN Newsリアルタイム◎
- 18:16 - 石川のニュース
- 18:26 - 特集
  - 不定期でNNN中部ブロックの放送局の共同企画も放送。
- 18:35頃 - リアルスポーツ◎
- 18:46頃 - お天気コーナー
- 18:50頃 - フラッシュニュース
- 18:54 - エンディング
- 18:56 - びービー星座占い

## 番組構成
| 月曜日                               | 火曜日           | 水曜日             | 木曜日                         | 金曜日                        |
| ------------------------------------ | ---------------- | ------------------ | ------------------------------ | ----------------------------- |
| びービーニュース                     |                  |                    |                                |                               |
| びービーアングル                     | カラダ大辞典     | 税の話             | 松原健之 あなたがひまわりさん! | 弦哲也の 旅は道づれ歌が道づれ |
| びービーアングル                     | カラダ大辞典     | 向こう三軒両どなり | 松原健之 あなたがひまわりさん! | 弦哲也の 旅は道づれ歌が道づれ |
| びービーアングル                     | カラダ大辞典     | ラララ白山         | 旬ネタ＠市場                   | びービーシネマ                |
| びービーウェザー                     |                  |                    |                                |                               |
| リアル目線・特集                     | リアル目線・特集 | リアル目線・特集   | リアル目線・特集               | 学校物語                      |
| リアルエンタメ                       |                  |                    |                                |                               |
| NNN Newsリアルタイム（全国ニュース） |                  |                    |                                |                               |
| びービーニュース                     |                  |                    |                                |                               |
| リアルSPORTS                         |                  |                    |                                |                               |
| びービーウェザー                     |                  |                    |                                |                               |
| びービータイムス                     |                  |                    |                                |                               |
| びービー星座占い                     |                  |                    |                                |                               |

※太字は、『NNN Newsリアルタイム』のコーナーをそのまま放送。水曜日の税の話・向こう三軒両どなり・ラララ白山は週替わりで放送する。
また、びービー星座占いのコーナーは、一度番組が終了してから18:56 - 18:57:55に放送される。

### 月曜
- びービーアングル
  - 特集コーナー。幅広い話題を取り上げる。
- びービースポーツ
  - 月曜 18:26からのコーナー。石川県内のスポーツに関連した話題を取り上げる。

### 火曜
- カラダ大辞典
  - からだに纏わる話題を医学的に解説。金沢医科大学が協力している。また、ホームページでは過去の放送分を動画視聴できる。

### 水曜
※水曜日は週替わりのコーナー。
- ラララ白山（月1回放送）
  - 白山の魅力を尾張勝也白山ろく少年自然の家指導員がナビゲート。テーマ曲はS.E.N.S.が手掛けている。
- 税の話
  - 税金に関する話題を公認会計士が解説。
- 向こう三軒両どなり
  - 地域付き合いの魅力を見つめ直す。

### 木曜
- 旬ネタ＠（アット）市場
  - 野菜や魚など生鮮食品の話題。毎週、一つの食材を取り上げる。

### 金曜
- いしかわの四季　弦哲也の旅は道づれ歌が道づれ
  - 17:05頃から。弦哲也と演歌歌手が石川県内の各町村を巡るコーナーで、毎回歌手が歌を披露している。過去に出演した歌手は川中美幸、香西かおり、水森かおり、石川さゆりなど。翌週火曜日の11:44 - 11:55に独立した番組として再放送（実際に放送されるのは11:47頃から）。
- びービーシネマ
  - イオンシネマ金沢フォーラスの最新の映画情報。出演者へのインタビューあり。
- 北陸3県イイトコどり～
  - 2009年1月9日より開始のコーナー。テレビ金沢・北日本放送・福井放送の3局共同企画で、テーマに沿った映像を放送している。なお、北日本放送からは数家直樹・小林淳子、福井放送からは伊藤裕樹が出演。

### その他
- 来まっし寄るまっし
  - 20秒の制限時間内にコンサートやイベントを宣伝するコーナー。不定期放送。
- リアル目線・リアル特集
  - 月曜から木曜に放送している『NNN Newsリアルタイム』（関東ローカルでの本放送より後に放送）の1コーナー。通常はサイドカット画面（4:3の標準画質）であるが、デジタル放送では番組独自に両サイドパネルを付けている（右側に「リアル目線」、左側に独自タイトル）。なお、「リアル目線」は日本テレビの動画サイト「第2日本テレビ」配信後に放送されることが多い。

## かつて放送されたコーナー
- びービーラインナップ
- 古章子のびービースポーツ（スポーツニュース・月曜日）
- イチオシマイタウン（月曜日）
- 平見夕紀のゆうゆう紀行（月曜日）
- 噂の現場[1]（火曜日）
- シリーズ・森に光を（火曜日）
- 交番物語（水曜日）
- 防災のススメ（水曜日）
- 若者のミカタ（水曜日）
- みつばちミッチ（水曜日）
- 石川のギモン（水曜日）
- みんなで歌おう!目指せ1000人の歌の輪（金曜日）
- 夢を抱く街（金曜日）
- 松原健之 日本全国 うたのたび（金曜日）
- 地域のチカラ（金曜日）
- いしかわの四季 弦哲也の歌物語（金曜日）

## エンディングテーマ
※主にビーイング系アーティストの楽曲を起用していた。
2006年
- 7月 - SPICA『流れ星』
- 11月 - 岸本早未『Go! MY HEAVEN』

2007年
- 4月 - 愛内里菜&三枝夕夏『七つの海を渡る風のように』
- 5月 - 滴草由実『I still believe 〜ため息〜』
- 6月 - Gulliver Get『紅い月 〜あの人に愛されますように〜』
- 8月 - 宇浦冴香『休憩時間10分』
- 12月 - 倉木麻衣『Silent love 〜open my heart〜』

2008年
- 1月 - GOW・NIKK&MAO『It's DANCE SHUFFLE』
- 2月 - 三枝夕夏 IN db『雪どけのあの川の流れのように』
- 3月 - Gulliver Get『桜の木の下で』
- 6月 - 上木彩矢『君去りし誘惑』
- 10月 - doa『I wish』
- 12月 - 上木彩矢『世界はそれでも変わりはしない』

2009年
- 1月 - 高岡亜衣『Hello my sunshine』
- 2月 - Naifu『恋心輝きながら』
- 3月 - Chicago Poodle『ODYSSEY』
- 4月 - BREAKERZ『アオノミライ』
- 6月 - Naifu『SUNSET』
- 8月 - doa『TAKE IT EASY』